# Stringocephalus
Stringocephalus è un genere di Brachiopodi estinti della famiglia Stringocephalidae.
Sono cosmopoliti ed esclusivi dei sedimenti marini del Devoniano medio (in un arco di tempo compreso tra i 388,1 e 376,1 milioni di anni fa), rappresentando importanti fossili guida di tale intervallo. Possiedono una conchiglia bivalve, piuttosto grande, di forma subglobulare e, trasversalmente, sublenticolare. La valva peduncolare (ventrale) presenta un umbone a forma di becco, robusto, incurvato e leggermente asimmetrico, al di sotto del quale si trovano delle piastre deltidiali circondanti un foramen (da cui fuoriusciva il peduncolo). Entrambe le valve risultano divise da un setto mediano e mostrano uno sviluppato processo cardinale bifido. A tale processo, sulla valva brachiale (dorsale) sono associate due piastre crurali separate, di tipo abbastanza primitivo, unite anteriormente a formare una struttura a forma di cappio (avente funzione di supporto del lofoforo) e portanti delle spine dirette posteriormente. La superficie esterna si presenta liscia. Le varie specie colonizzavano diversi tipi di ambiente: dalle lagune alle scogliere coralline, fino a fondali mediamente profondi.
Fossili di Stringocephalus sono stati ritrovati principalmente in Europa (soprattutto Francia, Germania e Polonia), in Cina e nel Canada.